# Ordine militare al Coraggio
L'Ordine militare al Coraggio fu un ordine cavalleresco del regno di Bulgaria.

## Storia
L'Ordine militare al Coraggio venne fondato nel 1880 dal principe Alessandro I di Bulgaria ed era la più alta onorificenza militare concessa dal regno di Bulgaria per grandi atti di coraggio in combattimento. Di tale medaglia ne vennero create due versioni, una nel 1880 in occasione della fondazione dell'Ordine e l'altra nel 1915 all'entrata in guerra della Bulgaria nel primo conflitto mondiale.
Con la caduta della monarchia, l'ordine venne abolito nel 1946. Nel 2004 è stato ripristinato dalla Repubblica di Bulgaria e viene concesso anche per meriti civili (in questo caso il distintivo è privo delle spade).

## Insegne
La medaglia dell'Ordine consisteva in una croce di Malta smaltata di rosso dietro la quale si trovavano due spade incrociate d'argento.
Nella prima versione dell'Ordine, al centro della croce si trovava un medaglione smaltato di rosso riportante impresso il monogramma "A" in cirillico per "Alessandro", il nome del fondatore, il tutto circondato da un anello smaltato di bianco con in oro il nome dell'ordine e la data "1879".
Nella seconda versione della medaglia, al centro della croce si trovava un medaglione smaltato di rosso riportante impresso un leone rampante verso sinistra in oro, circondato da un anello smaltato di bianco con in oro il nome dell'ordine e la data "1915".
La placca riprendeva le medesime decorazioni della medaglia ma era montata su una stella raggiante di forma romboidale.
Il nastro era azzurro con una striscia d'oro per ciascun lato.

## Gradi
Come gran parte degli ordini cavallereschi bulgari dell'epoca, i gradi dell'onorificenza erano concessi sulla base del rango militare raggiunto dall'insignito. Ad esempio la IV classe corrispondeva agli ufficiali più giovani di nomina. L'Ordine veniva concesso in cinque classi:
- Cavaliere di Gran Croce (I Classe)
- Grand'Ufficiale (II Classe)
- Commendatore (III Classe)
- Ufficiale (IV Classe)
- Cavaliere (V Classe

Inoltre vi era associata la Croce al Coraggio concessa in quattro classi (oro, argento, con nastro, senza nastro), che era dedicata ai non ufficiali.
| Medaglie                | Medaglie                         | Medaglie                          | Medaglie               | Medaglie                           | Medaglie                            |
| ----------------------- | -------------------------------- | --------------------------------- | ---------------------- | ---------------------------------- | ----------------------------------- |
|                         |                                  |                                   |                        |                                    |                                     |
| Nastri                  |                                  |                                   |                        |                                    |                                     |
| Cavaliere di gran croce | Cavaliere di I classe di I grado | Cavaliere di I classe di II grado | Cavaliere di II classe | Cavaliere di III classe di I grado | Cavaliere di III classe di II grado |

| Medaglie                          | Medaglie                           | Medaglie                               | Medaglie                                | Medaglie                                 | Medaglie                                |
| --------------------------------- | ---------------------------------- | -------------------------------------- | --------------------------------------- | ---------------------------------------- | --------------------------------------- |
|                                   |                                    |                                        |                                         |                                          |                                         |
| Nastri                            |                                    |                                        |                                         |                                          |                                         |
| Cavaliere di IV classe di I grado | Cavaliere di IV classe di II grado | Croce militare "al merito" di I classe | Croce militare "al merito" di II classe | Croce militare "al merito" di III classe | Croce militare "al merito" di IV classe |

## Onorificenze
- Orders of bulgarian kingdom, su home.att.net. URL consultato il 24 novembre 2009 (archiviato dall'url originale il 27 agosto 2009).